# Marek Jiras
Marek Jiras [ˈmarɛk ˈjɪras] (* 18. August 1978 in Prag) ist ein ehemaliger tschechischer Kanute.

## Karriere
Marek Jiras, der für USK Prag aktiv war, nahm im Kanuslalom mit Tomáš Máder im Zweier-Canadier an zwei Olympischen Spielen teil. Ihr Debüt erfolgte anlässlich der Olympischen Spiele 2000 in Sydney. Bei dem Wettkampf beendeten sie die Vorläufe mit 284,07 Punkten auf dem fünften Platz und zogen ins Finale ein. Dort gelang ihnen mit 123,43 Punkten im ersten Lauf und 126,02 Punkten im zweiten Lauf jeweils das drittbeste Ergebnis, sodass sie auch in der Gesamtwertung den dritten Platz belegten. Jiras und Máder gewannen damit hinter dem siegreichen slowakischen Brüderpaar Pavol und Peter Hochschorner sowie Krzysztof Kołomański und Michał Staniszewski aus Polen die Bronzemedaille. Die Spiele 2004 in Athen verliefen für die beiden weniger erfolgreich. Mit 228,99 Punkten aus zwei Läufen qualifizierten sie sich als achtbestes Team für das Halbfinale, in dem sie jedoch nicht über 110,35 Punkte hinauskamen. Als Siebte schieden sie damit knapp aus und verpassten den Finaleinzug.
Zahlreiche Medaillen im Zweier-Canadier sicherte sich Jiras mit Tomáš Máder auch bei Weltmeisterschaften. 1999 wurden sie in La Seu d’Urgell in der Einzelwertung sogleich Weltmeister und gewannen 2002 in Bourg-Saint-Maurice die Bronzemedaille. Noch erfolgreicher waren sie bei den Mannschaftswertungen gewesen: ihnen gelang 1993 in Mezzana, 1999 in La Seu d’Urgell, 2003 in Augsburg, 2006 in Prag und 2007 in Foz do Iguaçu insgesamt fünfmal der Titelgewinn, außerdem gewannen sie 1997 in Três Coroas und 2005 in Penrith die Silbermedaille.
Bei Europameisterschaften gewannen Jiras und Máder in der Einzelwertung 2002 in Bratislava und 2005 in Tacen jeweils die Silbermedaille. In der Mannschaftswertung belegten sie 2000 in Mezzana und 2006 in L’Argentière-la-Bessée den dritten Platz, 2007 in Liptovský Mikuláš wurden sie Zweite. 2004 in Skopje und 2009 in Nottingham wurden sie mit der Mannschaft Europameister.